# Amurfetthenne
Die Amurfetthenne (Phedimus selskianus (Regel & Maack) 't Hart) ist eine Pflanzenart, die heute zur Pflanzengattung Phedimus gehört und früher zur Gattung Fetthennen (Sedum) gezählt wurde.

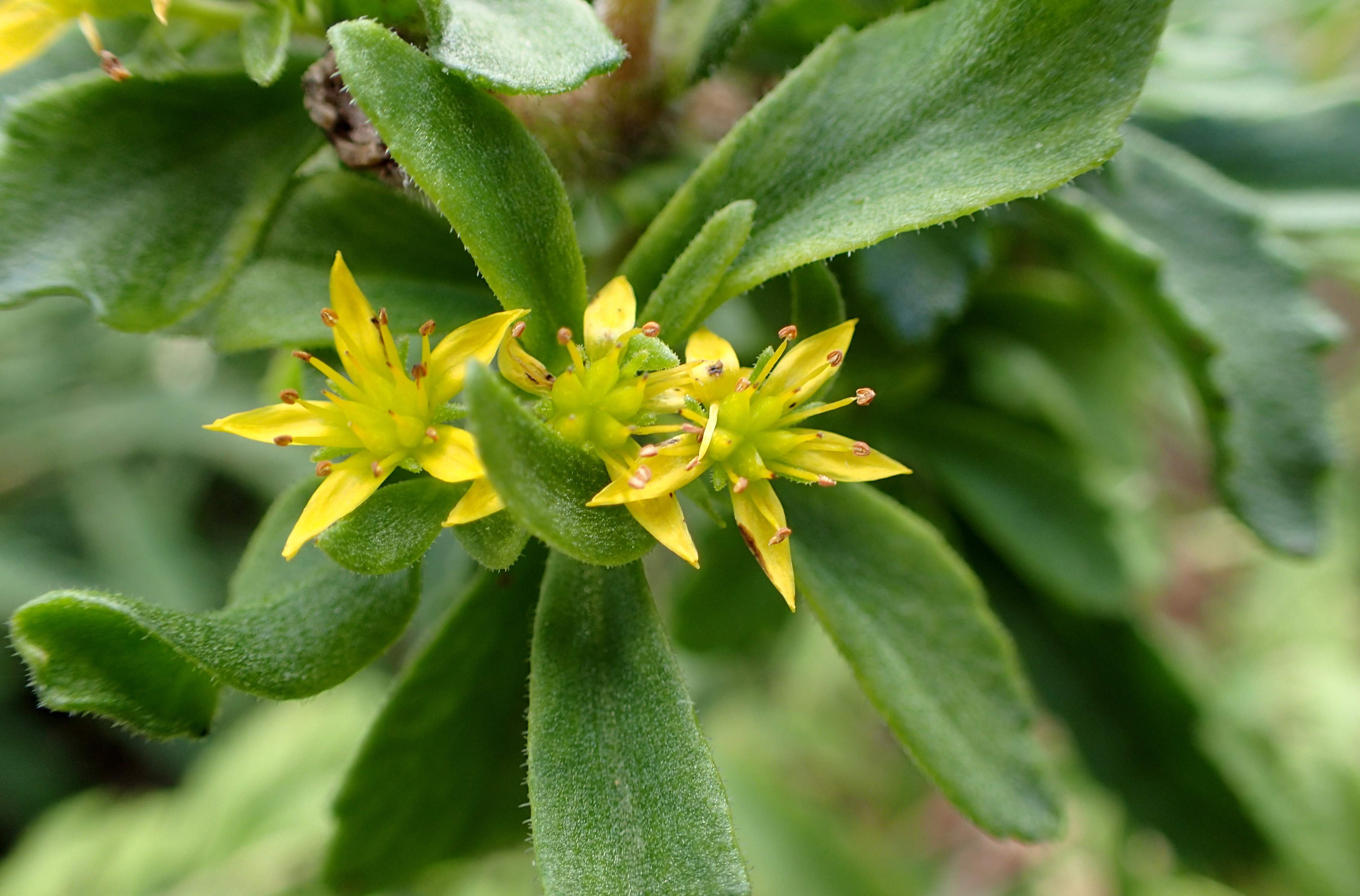
Amurfetthenne (Phedimus selskianus)

## Merkmale
Die Amurfetthenne ist eine immergrüne, ausdauernde sukkulente Pflanze. Die wenigen aufrechten Triebe sind mit Flaumhaaren besetzt und entspringen einer verholzten Basis. Die wechselständigen Laubblätter sind lanzettlich bis länglich oder linealisch bis länglich geformt. Der Blattrand ist in der oberen Hälfte gezähnelt und die Blätter sind allseits mit feinen Haaren besetzt. Sie sind sitzend und dunkelgrün glänzend gefärbt.
Die aufrechten Blütentriebe sind dünn und intensiv mit Flaumhaaren besetzt. Sie werden 15 bis 50 Zentimeter lang. Die ausgebreitet oder vom Trieb weg gebogenen Haare sind halb so lang wie der Triebdurchmesser und weiß gefärbt. Der Blütenstand wird aus großen und dichten Schirmrispen gebildet. Die oberen Tragblätter sind oft lanzettlich geformt und sehr klein. Die fünf- bis sechszähligen Blüten besitzen linealisch-lanzettliche Kelchblätter, die stumpf und sukkulent sind. Sie werden 3 bis 4 Millimeter lang und sind auf der Rückseite mit Flaumhaaren besetzt. Die breit-lanzettlichen Blütenblätter sind auf einer Länge von 2 Millimeter miteinander verwachsen. Sie sind spitz zulaufend oder haben ein aufgesetztes Spitzchen. Sie werden 5 bis 6 Millimeter lang, tragen entlang der Mittelrippe nur wenige Haare und sind gelb gefärbt. Die gelben Staubfäden sind nur wenig kürzer als die Blütenblätter und tragen orange farbene Staubbeutel. Die quadratischen Nektarschüppchen sind klein und gelblich. Die im September ausreifenden Früchte sind auf einer Länge von 1,5 Millimeter miteinander verwachsen. Sie sind kahl und enthalten die 5 bis 6 Millimeter großen Samen.
Die Blütezeit reicht von Juni bis August.
Die Chromosomenzahl beträgt 2n = 32, 36 oder 60.

## Verbreitung und Systematik
Die Amurfetthenne kommt in Ost-Sibirien, dem Amurgebiet, möglicherweise in Turkestan, in der Mandschurei und in Japan auf trockenen, felsigen und steinigen Hängen in Laubwäldern und auf Feldern vor.
Die Erstbeschreibung der Art erfolgte 1861 durch Eduard August von Regel und Richard Karlowitsch Maack als Sedum selskianum Regel & Maack. 1995 stellte Henk 't Hart die Art in die Gattung Phedimus.
Ein Synonym ist Aizopsis selskiana (Regel & Maack) Grulich.

## Nutzung
Die Art wird zerstreut als Zierpflanze in Steingärten und Rabatten genutzt. Sie ist seit spätestens 1861 in Kultur.

## Belege